# Furano, Hokkaidō
Furano (富良野市 Furano-shi) là một thành phố thuộc tỉnh Hokkaidō, Nhật Bản.